# 4826 Wilhelms
4826 Wilhelms (1988 JO) là một tiểu hành tinh vành đai chính được phát hiện ngày 11 tháng 5 năm 1988 bởi C. S. Shoemaker ở Đài thiên văn Palomar.